# Bone Thugs-N-Harmony
Bone Thugs-N-Harmony est un groupe américain de hip-hop, originaire de Cleveland, dans l'Ohio. Il se compose des rappeurs Krayzie Bone, Layzie Bone, Bizzy Bone, Wish Bone et Flesh-N-Bone. Le rappeur Eazy-E, ancien membre du groupe N.W.A, signe Bone Thugs-n-Harmony au label Ruthless Records à la fin de 1993, lorsque Bone Thugs lance son premier EP Creepin on ah Come Up. L'EP inclut leur hit single Thuggish Ruggish Bone.
En 1995, le groupe publie son deuxième album E. 1999 Eternal, qui se compose des hits 1st of tha Month et East 1999. Un honneur à Eazy-E, intitulé Tha Crossroads, remporte un Grammy Award en 1997. The Art of War, le troisième album du groupe, est également publié en 1997. Bone Thugs est également le seul groupe à avoir collaboré avec les musiciens décédés 2Pac, The Notorious B.I.G., Eazy-E et Big Pun à leur époque active. Les éditeurs d'About.com classe le groupe 12e dans leur liste des « 25 meilleurs groupes de rap de tous les temps » et MTV le nomme « meilleur groupe de hip-hop mélodique de tous les temps ».
En 2000, BTNHResurrection est certifié disque de platine après un mois, et Thug World Order (2002) est modérément vendu, certifié disque d'or et atteint la troisième place du classement des Top R&B/Hip-Hop Albums. Après la publication de l'album, le groupe devient inactif puis publie son sixième album studio, Thug Stories, indépendamment avant de revenir en 2007 avec leur album Strength and Loyalty, cette fois au label  Full Surface Records. Bone Thugs-n-Harmony reviennent ensuite avec leur album Uni-5: The World's Enemy en 2010 publié dans leur propre label, BTNH Worldwide, et distribué par Warner Bros.
À la suite de conflits au sein du groupe, les membres de longue date Krayzie Bone et Wish Bone quittent officiellement le groupe en avril 2011 pour se consacrer à leur label indépendant, The Life Ent. Cependant, en 2012, Krayzie et Wish expliquent ne jamais avoir réellement quitté le groupe. Ils reviennent au sein du groupe, et se réunissent officiellement. En août 2013, Layzie Bone annonce se consacrer davantage à sa carrière solo. Également, le même mois, Bone signe avec eOne Entertainment (anciennement Koch Records).

## Biographie

### Débuts etCreepin on ah Come Up(1992–1994)
Formé en 1993 à Cleveland, dans l'Ohio, le groupe est originellement appelé The Band-Aid Boys. Ils forment ensuite B.O.N.E. Enterpri$e qui se compose de cinq membres : Krayzie Bone, Layzie Bone, Bizzy Bone, Wish Bone et plus tard Flesh-n-Bone, et enregistrent un album intitulé Faces of Death dans le studio de leur ancien mentor, Kermit Henderson (le frère cadet de Krayzie Bone) sur son label indépendant Stoney Burke en 1993. Le 2 novembre 1993, le groupe passe une audition pour Eazy-E. Krayzie joue son verset du titre Flow Motion issu de l'album Faces of Death, qui impressionnera Eazy. À ce moment, Eazy les nomme Thugs-n-Harmony, mais souhaitant conserver le nom de Bone, le groupe opte pour Bone Thugs-N-Harmony. Eazy signe le groupe (minus Flesh-n-Bone) à son label Ruthless Records,.
Publié en juin 1994, l'EP Creepin on ah Come Up, est le premier album de Bone Thugs-n-Harmony publié au label Ruthless. L'album se consacre aux sujets liés à la violence dans les rues. Il atteint la 12e place du Billboard 200, et la deuxième place des Top R&B/Hip-Hop Albums ; il inclut les hit singles Thuggish Ruggish Bone et Foe tha Love of $, le dernier étant composé d'un verset d'Eazy-E. Thuggish Ruggish Bone atteint la 22e place du Billboard Hot 100 et la deuxième place des Hot Rap Tracks ; Foe tha Love of $ atteint la 41e place du Hot 100, et la quatrième place des Rap Tracks.

### E. 1999 Eternal,The Art of WaretBTNHResurrection(1995–2001)
Le deuxième album du groupe, E. 1999 Eternal, est publié le 25 juillet 1995. Il inclut les singles 1st of tha Month, qui atteint la 14e place du Hot 100, et la quatrième place des Hot Rap Tracks, et Tha Crossroads, qui atteint la première place du Hot 100 et des Hot Rap Tracks. L'album est généralement bien accueilli de la presse spécialisée, et Bone diversifie son contenu musical et lyrique. Une portion considérable de l'album se consacre à la violence. L'album est produit par DJ U-Neek (en coproduction avec Tony C. et Kenny McCloud). Flesh-n-Bone deviendra le premier membre du groupe à enregistrer son premier album solo, T.H.U.G.S, certifié disque d'or par la RIAA. En 1997, le groupe publie le coffret double-disque The Art of War. L'album voit Bone further explorer une plus large variété de sujets et de styles, un peu plus focalisé sur Dieu et un son plus ambient et mélodieux. Le single Look into My Eyes est intégré dans la bande originale du film Batman et Robin. Il atteint la quatrième place du Hot 100, et la deuxième place des Hot Rap Tracks. If I Could Teach The World, l'autre single extrait de The Art of War, atteignant la 27e place du Hot 100, et la troisième place des Hot Rap Tracks, et remporte un American Music Award. L'album inclut également Thug Luv avec Tupac Shakur.
En 2000, le groupe publie BTNHResurrection. L'album présente le single Resurrection (Paper, Paper), qui atteint la 52e place des Hot R&B/Hip-Hop Songs. La première moitié de l'album se compose de chansons sombres et hardcore, la seconde moitié étant introspective et moins agressive. Il s'agit du premier album du groupe à faire participer Flesh-n-Bone, dont la présence était limitée dans les précédents opus du fait qu'il n'ait jamais été signé par le label du groupe, Ruthless Records. Flesh est accusé d'agression par arme à feu et de possession illégale d'armes en juin 2000. Plaidant coupable, Flesh est jugé à 11 ans de prison. Le groupe se confronte encore une fois à Bizzy Bone. Bizzy Bone refuse de faire la promotion de BTNHResurrection maintenant que Ruthless Records lui doit de l'argent. Les trois membres de Bone Thugs-n-Harmony publie leurs albums solo en 2001 : Bizzy Bone publie The Gift, Layzie Bone Thug by Nature, et Krayzie Bone Thug on da Line.

### DeThug World OrderàT.H.U.G.S.(2002–2009)
En 2002, le groupe publie Thug World Order. L'album, supposément hyper-violent et politique, assiste à un changement drastique des sujets habituels adoptés par le groupe. L'album débute à la 12e place du Billboard 200. Le premier single extrait de l'album est intitulé Get Up and Get It, avec 3LW. Le second single Home, qui fait participer Phil Collins, atteint la 33e place du Rhythmic Top 40. Bizzy Bone est renvoyé du groupe en janvier 2003, laissant derrière lui les trois membres actifs Krayzie Bone, Layzie Bone et Wish Bone. Il s'agit également du dernier album de Bone Thugs-N-Harmony publié par Ruthless Records.
À l'origine intitulé The Bone Thugs Story, Strength and Loyalty est publié le 8 mai 2007 au label d'Interscope Records, Full Surface Records. L'album débute à la deuxième place du Billboard 200, et la première sur iTunes et aux classements Billboard Urban Music. L'album fait participer Mariah Carey, The Game, will.i.am, Akon, Twista, Bow Wow, Yolanda Adams, et Felecia. Swizz Beatz, Akon, Pretty Boy & Bradd Young, DJ Toomp, Jermaine Dupri, et will.i.am, notamment, sont les producteurs de l'album. L'album est certifié disque d'or) par la RIAA, avec plus de 500 000 exemplaires vendus en date de 2008. Le premier single extrait de l'album s'intitule I Tried, qui atteint la sixième place du Billboard Hot 100 ; le single est certifié disque d'or et platine par la RIAA. Le second single s'intitule Lil Love ; celui-ci ne parvient pas à se classer.
T.H.U.G.S. est un album composé de chansons exclusives et remixées de Bone Thugs-n-Harmony qui n'apparaissent pas dans la version finale des albums BTNHResurrection et Thug World Order. Il est publié le 17 novembre 2007 par leur ancien label Ruthless Records. En novembre 2007, Layzie Bone confirme la finition de l'album Bone Brothers III avec Bizzy Bone. Dans une entrevue vidéo, Krayzie Bone explique son désir de vouloir réunir tout le groupe. Dans une autre entrevue, Bizzy confirme son retour dans le groupe.

### Uni5: The World's EnemyetThe Art of War: World War III(2010–2013)
Les cinq membres de Bone Thugs-n-Harmony reviennent officiellement avec un nouvel album, Uni-5: The World's Enemy, publié le 4 mai 2010 par leur label, BTNH Worldwide, et distribué par Warner Bros. Uni5 marque également le retour de DJ U-Neek, absent depuis Strength and Loyalty (2007). Ils font paraître les singles See Me Shine avec Jay Rush et Lyfe Jennings, et Rebirth avec Thin-C. Un troisième single, Meet Me in the Sky, est publié le 22 mars, la même année. Bone Thugs-n-Harmony annonce durant l'été la publication prochaine d'un autre album en 2012. Ils retirent leur annonce lors d'une entrevue en novembre.

### E. 1999 Legends(depuis 2014)
Le 15 juillet 2014, Bone Thugs-n-Harmony annonce un dernier album pour 2015 avec un budget d'un million de dollars. le groupe prévoit une tournée mondiale de 20 dates dès décembre 2014. Le lendemain, Krazyie Bone révèle le titre de leur futur album, E. 1999 Legends. Il explique au magazine XXL avoir proposé au groupe une réunion en milieu d'année, et des enregistrements en fin d'année. Il explique également qu'il s'agira d'un double-disque. Au jour de la Saint-Valentin, le 14 février 2015, le producteur de BONE, Damizza, présente officiellement le premier single extrait de l'album, intitulé More Than Thugs.
Le 2 décembre 2021, un événement Verzuz (battle de rap entre rappeurs diffusé en streaming) a lieu à Los Angeles. Le groupe complet est présent et fait face au groupe Three 6 Mafia avec qui ils entretenaient des relations tendues dans les années 1990 à la suite de la sortie du titre Live By Yo Rep par Three 6 Mafia dans lequel le groupe de Memphis accuse Bone Thugs-N-Harmony d'avoir copié le style de rap : triplet flow sur des beats lents et sombres.

## Discographie
- 1993 : Faces of Death (sous le nom B.O.N.E. Enterprise)
- 1994 : Creepin on ah Come Up
- 1995 : E. 1999 Eternal
- 1997 : The Art of War
- 2000 : BTNHResurrection
- 2002 : Thug World Order
- 2006 : Thug Stories
- 2007 : Strenght & Loyalty
- 2010 : Uni5: The World's Enemy
- 2013 : The Art of War: World War III
- 2017 : New Waves

## Filmographie
- 1998 : The Collection Volume One
- 1999 : Thicker Than Water
- 2000 : The Collection: Volume Two
- 2002 : Hip Hop Story Tha Movie
- 2004 : Live & Uncut
- 2004 : Greatest Video Hits
- 2005 : Behind the Harmony
- 2005 : Live In Concert
- 2008 : I Tried